# Håkan Tunessons ätt
Håkan Tunasons ätt är en nutida benämning på en syskonskara och deras ättlingar. Marsken Håkan Tunesson och hans syskon förekommer i handlingar mellan 1278 och 1320. Fadern Tune är känd endast genom barnens patronymikon. Sex av hans barn förekommer i handlingar mellan 1278 och 1320.
Håkan Tunasons vapen, en halv lilja i det högra fältet och två balkar i det vänstra, togs även av flera av hans systersöner.
1. Håkan Tunesson titulerades riddare och marsk 1281–1289. Han var riksråd 1285 och 1288. Tillsammans med systern Olof donerade han gammalt arvegods i Sättuna, Östergötland, till Vreta kloster som ingift för systerdottern. Hustrun är okänd. Han hade sonen Mats Håkansson, omnämnd 1306 och antogs felaktigt av äldre genealoger ha varit far till Vinstorpaättens stamfar Udd Matsson.
2. Bengt Tunasson var kanik i Skara. Han var på förslag till biskopsvalet 1278 men blev inte vald. I stället blev han domprost i Skara och var det ännu 1306 men inte mera 1308 då han förmodligen var död. Han hade utan biskopens och domkapitlets tillstånd sålt kyrkogods. Hans arvingar (tre av systrarna) tvingades till en kostsam uppgörelse med hans efterträdare. Bengts sigill var S:t Anna sittande och på hennes knä dottern jungfru Maria med Jesusbarnet.
3. Olof Tunadotter omnämns 1289–1309 som domina och änka. Hon ägde jord i Lysings härad, Östergötland och Mo härad, Småland. Hennes make är inte känd. Hon hade en dotter som blev nunna i Vreta kloster 1289.
4. Ingeborg Tunadotter omnämns 1306–1309. Hon ägde jord i Mo, Småland. Hon hade sex söner (varav riddaren Gustav Ingeborgasson, Sigge och Håkan, Bengt och Magnus) och två döttrar, Kristina Birgersdotter (gift med Magnus Marinasson), och Ramfrid som var abbedissa i Riseberga kloster. (Det är inte fullt bevisat, men högst troligt att hon var identisk med den Ingeborg som var mor till norrmannen Ragvald Mule, vilken förde Vinstorpaättens vapen. Är detta riktigt, så var hon senast 1281 gift med riddaren Birger Håkansson (Hjorthorn) av ätten (Hjorthorn, Törne Matssons ätt) och mor till den Ingeborg, som var gift med Håkan Ingeborgasson Läma.
5. Elena Tunadotter omnämns första gången 1306. Hennes testamente är daterat 3 augusti 1320. I det väljer hon sin grav i minoritbrödernas kloster i Skara. Hon ägde jord i Mo i Småland. Maken är okänd men av barnens patronymikon framgår att han hette Bengt. Hon hade fyra söner: Johan, Tune, Götar och Magnus. Från hennes son Götar härstammar en lägfrälseätt med anknytning till Vartofta härad och vars vapen åtminstone i ett fall hade tre balkar i vänstra fältet.
6. Kristina Tunadotter – om henne vet man ingenting annat än att hon hade en son som hette Magnus Kristinasson och vars far kan ha varit Bengt Sigtryggsson (Boberg) (1223–1259).
  1. Magnus Kristinasson
    1. Sigge Magnusson var riddare och riksråd åt Magnus Eriksson

Håkan Tunassons son Mats Håkansson ansågs förr felaktigt vara far till Udd Matsson nedan, stamfar till Vinstorpaätten.